# Verbandsgemeinde Schweich an der Römischen Weinstraße

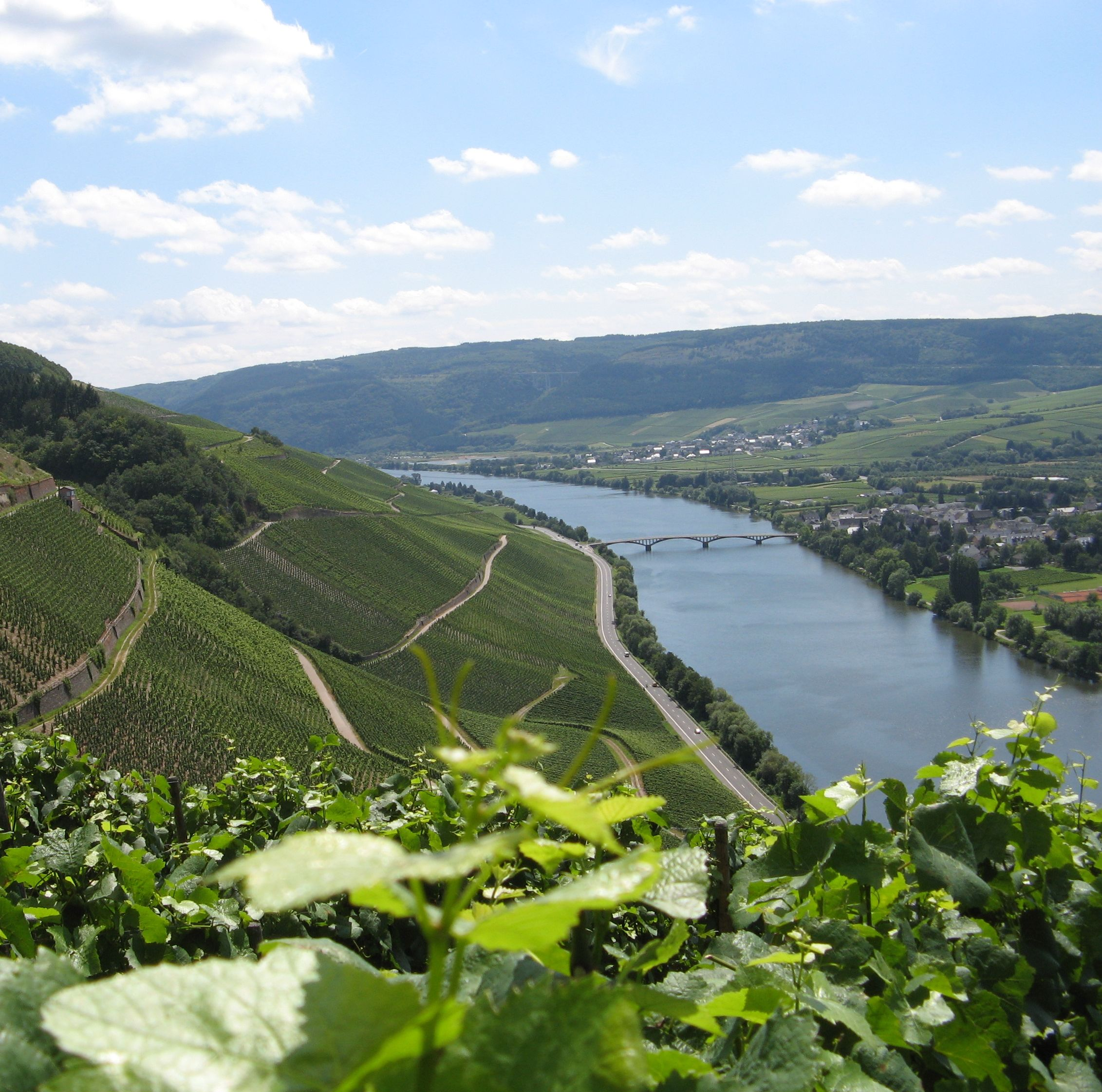
Blick von Schweich moselabwärts

Die Verbandsgemeinde Schweich an der Römischen Weinstraße liegt nordöstlich von Trier und hat 28.453 Einwohner. Zur Verbandsgemeinde an der Römischen Weinstraße gehören die Stadt Schweich an der Mosel und die 18 selbstständigen Ortsgemeinden Bekond, Detzem, Ensch, Fell, Föhren, Kenn, Klüsserath, Köwerich, Leiwen, Longen, Longuich, Mehring, Naurath, Pölich, Riol, Schleich, Thörnich und Trittenheim.

## Geographie
Die Höhenlage der Verbandsgemeinde erstreckt sich von 114 m ü. NHN auf der Mosel bei Trittenheim bis auf 493 m ü. NHN bei Neu-Mehring.

### Benachbarte Kommunen
Benachbarte Kommunen sind (im Uhrzeigersinn beginnend im Norden):
- Verbandsgemeinde Wittlich-Land
- Verbandsgemeinde Bernkastel-Kues
- Verbandsgemeinde Thalfang am Erbeskopf
- Verbandsgemeinde Hermeskeil
- Verbandsgemeinde Ruwer
- Stadt Trier
- Verbandsgemeinde Trier-Land

### Verbandsangehörige Gemeinden
Die Auflistung enthält die Wappen, die Gemeindenamen, die Gemarkungsflächen, beispielhaft die Einwohnerzahlen von 1950 sowie die aktuellen Einwohnerzahlen.
| Wappen und Gemeindename          | Fläche (km²) | Einwohner (1950) | Einwohner (31. Dezember 2024) |
| -------------------------------- | ------------ | ---------------- | ----------------------------- |
| Bekond                           | 3,81         | 591              | 962                           |
| Detzem                           | 5,56         | 658              | 595                           |
| Ensch                            | 6,83         | 532              | 459                           |
| Fell                             | 15,73        | 1.843            | 2.358                         |
| Föhren                           | 9,79         | 1.903            | 3.048                         |
| Kenn                             | 3,88         | 960              | 2.897                         |
| Klüsserath                       | 11,70        | 1.239            | 1.100                         |
| Köwerich                         | 2,31         | 375              | 392                           |
| Leiwen                           | 12,71        | 1.360            | 1.606                         |
| Longen                           | 0,97         | 135              | 128                           |
| Longuich                         | 8,82         | 1.069            | 1.265                         |
| Mehring                          | 22,37        | 1.774            | 2.341                         |
| Naurath (Eifel)                  | 5,18         | 367              | 344                           |
| Pölich                           | 3,20         | 331              | 432                           |
| Riol                             | 6,31         | 688              | 1.348                         |
| Schleich                         | 1,59         | 225              | 237                           |
| Schweich, Stadt                  | 31,09        | 4.597            | 7.643                         |
| Thörnich                         | 2,49         | 229              | 223                           |
| Trittenheim                      | 10,10        | 1.389            | 1.075                         |
| VG Schweich an der Röm. Weinstr. | 164,50       | 20.265           | 28.453                        |

## Geschichte
Die Verbandsgemeinde Schweich entstand durch das Landesgesetz zur Änderung kommunalverfassungsrechtlicher Vorschriften und zur Vorbereitung der Neugliederung der Gemeinden vom 16. Juli 1968, das die Umgestaltung der bisherigen Ämter zu Verbandsgemeinden bestimmte.
Die Verbandsgemeinde Klüsserath wurde im Zuge der vom Land Rheinland-Pfalz durchgeführten Territorialreform 1969/1970 aufgelöst und die Gemeinden Klüsserath, Leiwen, Köwerich, Detzem, Thörnich, Ensch, Schleich, Pölich und Bekond kamen zur Verbandsgemeinde Schweich.
Die amtlich verliehene Zusatzbezeichnung an der Römischen Weinstraße trägt die Verbandsgemeinde seit dem 1. Januar 1989.
Am 1. Januar 2012 wurde die Ortsgemeinde Trittenheim in die Verbandsgemeinde eingegliedert, sie gehörte zuvor der Verbandsgemeinde Neumagen-Dhron im Landkreis Bernkastel-Wittlich an.

## Bevölkerungsentwicklung
Die Entwicklung der Einwohnerzahl, bezogen auf das heutige Gebiet der Verbandsgemeinde Schweich an der Römischen Weinstraße, die Werte von 1871 bis 1987 beruhen auf Volkszählungen:
| Verbandsgemeinde Schweich: Einwohnerzahlen von 1815 bis 2023 | Verbandsgemeinde Schweich: Einwohnerzahlen von 1815 bis 2023 | Verbandsgemeinde Schweich: Einwohnerzahlen von 1815 bis 2023 | Verbandsgemeinde Schweich: Einwohnerzahlen von 1815 bis 2023 | Verbandsgemeinde Schweich: Einwohnerzahlen von 1815 bis 2023 |
| ------------------------------------------------------------ | ------------------------------------------------------------ | ------------------------------------------------------------ | ------------------------------------------------------------ | ------------------------------------------------------------ |
| Jahr                                                         |                                                              |                                                              |                                                              | Einwohner                                                    |
| 1815                                                         | 1815                                                         |                                                              | 9.227                                                        | 9.227                                                        |
| 1835                                                         | 1835                                                         |                                                              | 13.655                                                       | 13.655                                                       |
| 1871                                                         | 1871                                                         |                                                              | 15.320                                                       | 15.320                                                       |
| 1905                                                         | 1905                                                         |                                                              | 16.497                                                       | 16.497                                                       |
| 1939                                                         | 1939                                                         |                                                              | 19.015                                                       | 19.015                                                       |
| 1950                                                         | 1950                                                         |                                                              | 20.265                                                       | 20.265                                                       |
| 1961                                                         | 1961                                                         |                                                              | 21.304                                                       | 21.304                                                       |
| 1970                                                         | 1970                                                         |                                                              | 22.729                                                       | 22.729                                                       |
| 1987                                                         | 1987                                                         |                                                              | 23.154                                                       | 23.154                                                       |
| 1997                                                         | 1997                                                         |                                                              | 24.962                                                       | 24.962                                                       |
| 2005                                                         | 2005                                                         |                                                              | 25.800                                                       | 25.800                                                       |
| 2011                                                         | 2011                                                         |                                                              | 26.532                                                       | 26.532                                                       |
| 2017                                                         | 2017                                                         |                                                              | 28.075                                                       | 28.075                                                       |
| 2020                                                         | 2020                                                         |                                                              | 28.700                                                       | 28.700                                                       |
| 2023                                                         | 2023                                                         |                                                              | 29.485                                                       | 29.485                                                       |
|                                                              |                                                              |                                                              |                                                              |                                                              |

## Politik

### Verbandsgemeinderat
- SPD: 7
- Grüne: 3
- FWG: 11
- CDU: 15

Der Verbandsgemeinderat Schweich besteht aus 36 ehrenamtlichen Ratsmitgliedern, die bei der Kommunalwahl am 9. Juni 2024 in einer personalisierten Verhältniswahl gewählt wurden, und der hauptamtlichen Bürgermeisterin als Vorsitzender. Beigeordnete und damit Stellvertreter der Bürgermeisterin sind Christian Scholtes, Sebastian Krewer, Carsten Lang und Jonas Klar.
Die Sitzverteilung im Verbandsgemeinderat:
| Wahl | SPD | CDU | Grüne | FWG | Gesamt   |
| ---- | --- | --- | ----- | --- | -------- |
| 2024 | 7   | 15  | 3     | 11  | 36 Sitze |
| 2019 | 8   | 16  | 2     | 10  | 36 Sitze |
| 2014 | 9   | 16  | –     | 11  | 36 Sitze |
| 2009 | 10  | 15  | –     | 11  | 36 Sitze |
| 2004 | 10  | 16  | –     | 10  | 36 Sitze |

- FWG = Freie Wählergruppe der Verbandsgemeinde Schweich e. V.

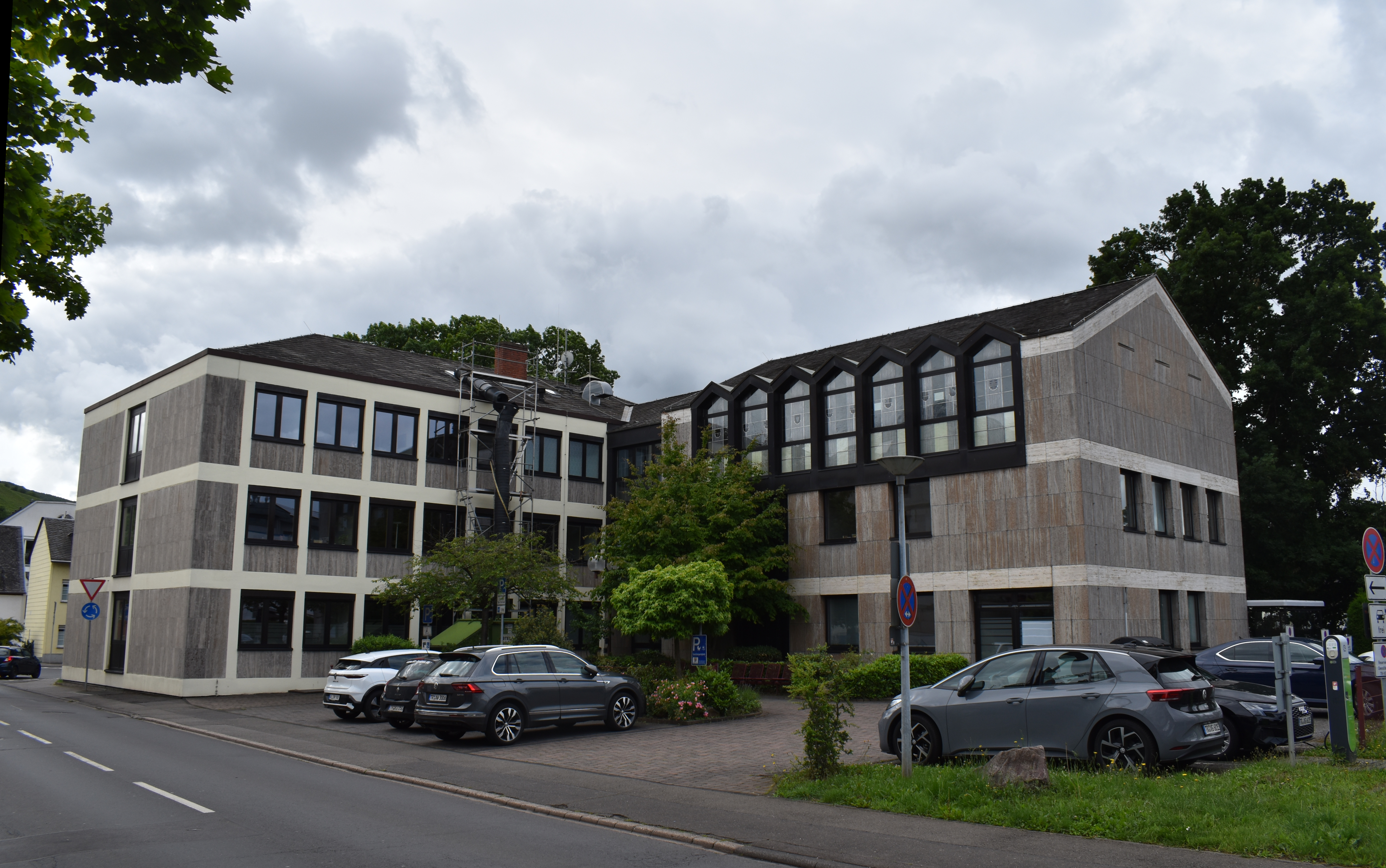
Verbandsgemeindeverwaltung

### Bürgermeister
- Hubert Ruland, 1925 bis 1937, Amtsbürgermeister
- Kurt Friedrich Keuchen, 1937 bis 1945, Amtsbürgermeister
- Johannes Grundmanns, 1945 bis 1948, Amtsbürgermeister
- Jakob Dedy, 1948 bis 1963, Amtsbürgermeister
- Bernhard Becker, 1963 bis 1985, zunächst Amtsbürgermeister und später Bürgermeister
- Harald Bartos, bis 1996
- Berthold Biwer, 1996 bis 2011
- Christiane Horsch, ab 2012

Bei der Direktwahl am 26. Mai 2019 wurde Horsch mit einem Stimmenanteil von 81,3 % in ihrem Amt bestätigt.

### Wappen
Blasonierung: In Silber eine eingeschweifte blaue Spitze, darin – gelenkt von einem rotgewandeten Fuhrmann – golden eine Karre mit aufgeladenem Weinfass und vorgespanntem, nach links ziehendem Pferd.
Vorne eine grüne (oder schwarze) Pflugschar.
Hinten eine grüne Weintraube.

### Kommunalpartnerschaften
Die Verbandsgemeinde unterhält Partnerschaften zum englischen Portishead (seit 1992), zum italienischen Murialdo (seit 1995) und zum polnischen Krokowa (Krockow, seit 1995).

### Haushalt
Der Haushalt der Verbandsgemeinde wurde 2009 von der kameralistischen auf die doppische Buchführung umgestellt. Seit 2017 wird der Haushalt als Bürgerhaushalt geführt.
Ende 2020 betrugen die Schulden der Verbandsgemeinde Schweich an der Römischen Weinstraße 14.802.995 € (519 € pro Einwohner) und des Verbandsgemeindebereiches (Verbandsgemeinde sowie deren Ortsgemeinden) 42.084.023 € (1.476 € je Einwohner).

## Wirtschaft
Zwischen Föhren, Hetzerath und Bekond befindet sich der 1992 ins Leben gerufene Industriepark Region Trier. Dort haben sich rund 120 Betriebe mit etwa 2200 Arbeitsplätzen angesiedelt. Die Größe des Gebietes beträgt etwa 2,4 Quadratkilometer.
Auch Weinbau und Tourismus sind in der Verbandsgemeinde von großer wirtschaftlicher Bedeutung.
Solar-, Wind- und Wasserkraft werden in der Verbandsgemeinde intensiv genutzt. Die maximale Leistung aller installierten Photovoltaikanlagen (Stromerzeugung durch direkte Sonneneinstrahlung) betrug im Jahre 2010 circa 27 Megawatt. Die Leistung der Windkraftanlagen betrug im Jahre 2010 etwa 20 Megawatt.
Die VG Schweich wurde 2010 mit dem deutschen Solarpreis ausgezeichnet.
Das Projekt Pumpspeicherkraftwerk Schweich auf den Gemarkungen Schweich/Longen/Mehring (am Hummelsberg) und Ensch (im Kautenbachtal) wurde im Oktober 2017 durch die Stadtwerke Trier vorerst auf Eis gelegt.
2022 betrug die Energieleistung im Solarbereich 102 Megawatt. Dazu kommen zwei Wasserkraftwerke (Dhronkraftwerk Leiwen, Moselkraftwerk Detzem) mit 29 Megawatt und zehn Windkraftanlagen (Windpark Mehringer Höhe) mit einer Leistung von 20 Megawatt.
Siehe auch: Liste von Wasserkraftwerken in Deutschland, Liste von Windkraftanlagen in Rheinland-Pfalz.

## Verkehr

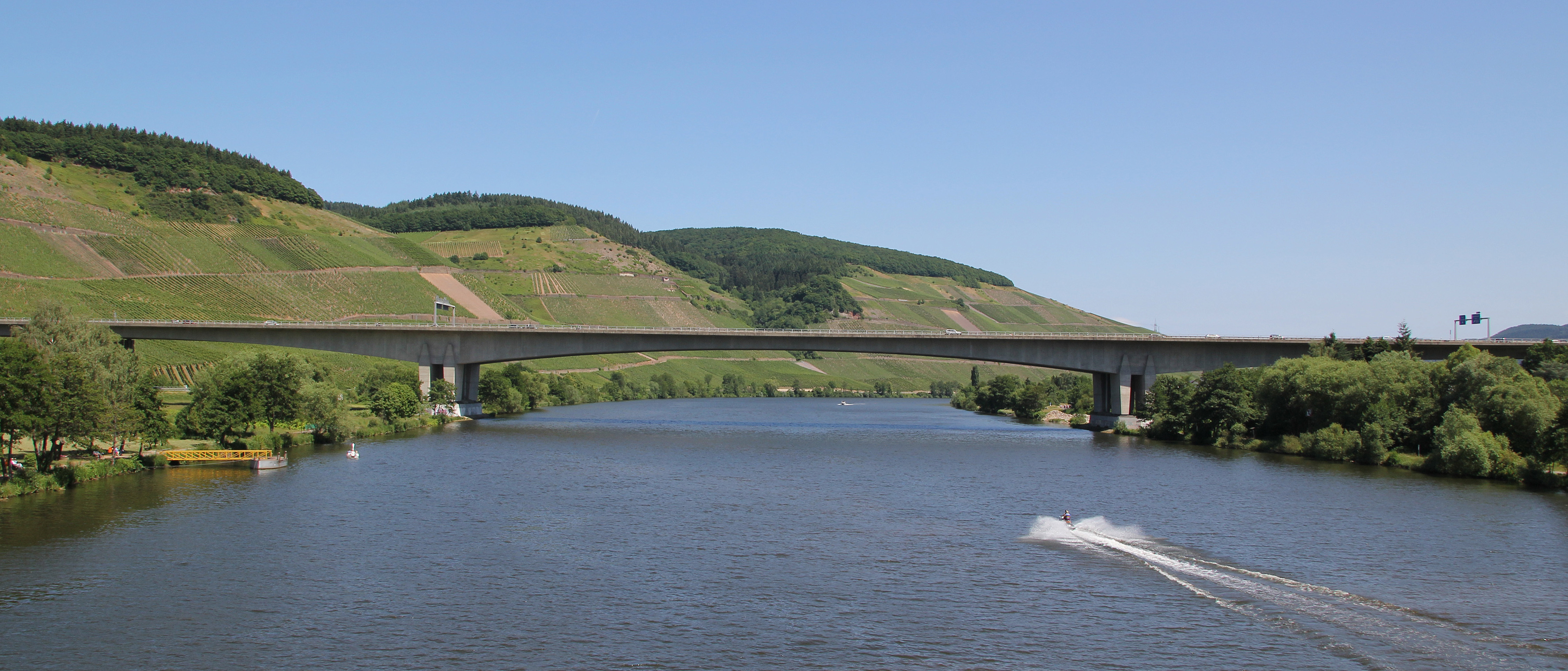
Moseltalbrücke A 1

Die Autobahn A 1 führt durch das Gebiet der Verbandsgemeinde und quert bei Schweich über die Moseltalbrücke die Mosel. Am Autobahndreieck Moseltal bei Longuich zweigt die A 602 nach Trier ab. Über die A 64a und die A 64 besteht eine Anbindung nach Luxemburg. Die B 53 führt entlang der Mosel von Trier über Schweich und Mehring nach Bernkastel-Kues und Alf.
Die Verbandsgemeinde ist ebenfalls angeschlossen an die Eisenbahnstrecke Trier-Koblenz. Es gibt Bahnhöfe in Schweich und Föhren. Rechts der Mosel verlief die Moselbahn (Kleinbahn), auf deren Trasse heute ein Teil des Mosel-Radweges verläuft. Der Radweg Wittlicher Senke führt von Schweich durch die Wittlicher Senke nach Wittlich und der Salm-Radweg verläuft entlang der Salm von Klüsserath nach Dreis.
Bei Föhren befindet sich der Flugplatz Trier-Föhren. Für die Personenschifffahrt auf der Mosel gibt es Anlegestellen in Schweich, Riol, Mehring, Pölich, Klüsserath, Leiwen und Trittenheim.